# 2011 في فلسطين
أحداث عام 2011 في فلسطين 

## الحكم السياسي
الرئاسة : محمود عباس

رئاسة الوزراء :

الضفة الغربية: سلام فياض (حكومة طوارئ) 

قطاع غزة: إسماعيل هنية (حكومة مقالة)

## أبرز الاحداث السياسية
- 11 أكتوبر - تنفيذ صفقة شاليط لتبادل الأسرى بين حركة حماس وإسرائيل ووصول مئات الفلسطينيين المفرج عنهم إلى قطاع غزة ورام الله بعد أن تسلم الجانب الإسرائيلى الجندى المفرج عنه جلعاد شاليط.
- 31 أكتوبر - المجلس التنفيذى لمنظمة الأمم المتحدة للتربية والثقافة والعلوم اليونسكو، تمنح فلسطين عضويتها الكاملة، ويقضى هذا القرار بأن تصبح فلسطين العضو الـ 195 في هذه المنظمة الدولية.

## أهم الاحداث
- 8 يناير - تشيلي تعلن على لسان وزير خارجيتها عن اعترافها بفلسطين دولة حرة ومستقلة، لتحذو بذلك حذو الأرجنتين والبرازيل وبوليفيا والإكوادور.
- 21 يناير - مئات المواطنين الفلسطينيين في غزة يعترضون موكب وزيرة الخارجية الفرنسية ويرشقوها بالبيض والأحذية، احتجاجًا على تصريحاتها التي اعتبرت فيها أسر الجندى الإسرائيلى جلعاد شاليط جريمة حرب
- 24 يناير - وثائق سرية مسربة خاصة بملف المفاوضات الفلسطينية الإسرائيلية تكشف أن الجانب الفلسطيني، كان قد قبل باحتفاظ إسرائيل بمستوطنات الضفة الغربية كلها باستثناء واحدة فقط ورئيس السلطة الفلسطينية محمود عباس ينفى ما تم عرضه في الوثائق التي نشرتها الجزيرة.
- 12 فبراير - صائب عريقات يعلن استقالته من دائرة المفاوضات الفلسطينية
- 14 فبراير - الحكومة الفلسطينية برئاسة سلام فياض تقدم استقالتها إلى رئيس السلطة الوطنية الفلسطينية محمود عباس
- 15 فبراير - عزيز الدويك يدعو الرئيس الفلسطيني محمود عباس، لزيارة قطاع غزة، مبديا استعداده لمرافقة عباس إلى القطاع بهدف تهيئة الظروف لإنهاء الانقسام بين فتح وحماس.
- 14 مارس - الرئيس الفلسطيني يدين قتل خمسة من أسرة إسرائيلية في هجوم بالضفة الغربية، ويبلغ إسرائيل حرصه على التعاون من أجل القبض على المسئولين عن تنفيذ الهجوم.
- 4 مايو - فتح وحماس توقعان في القاهرة بإنهاء الانقسام بحضور الرئيس الفلسطيني محمود عباس ورئيس المكتب السياسى لحركة حماس خالد مشعل
- 5 يوليو - الأسرى الفلسطينيين والعرب في السجون الإسرائيلية الأحد يعلنون انهم دخلوا بالفعل في إضراب شامل.
- 14 أغسطس -اللجنة المركزية لحركة فتح تحسم قضية محمد دحلان بإصدارها قرارا نهائيا بفصله اعتبارا من يوم 11 أغسطس الماضى.
- 30 أغسطس -إسماعيل هنية يعلن عن دعمه للثورات العربية، كما أكد أنها تخدم القضية الفلسطينية.
- 23 سبتمبر - محمود عباس يقدم لبان كى مون، الأمين العام للأمم المتحدة، طلب العضوية الكاملة للدولة الفلسطينية في الأمم المتحدة.
- في 14 نوفمبر، استهدفت القوات الجوية الإسرائيلية موقعًا للشرطة البحرية في بلدة بيت لاهيا شمال قطاع غزة، نتج عن ذلك 4 جرحى وشهيد.[4][5]
- 21 نوفمبر - الملك عبد الله الثانى يصل رام الله، لإجراء مباحثات مع الرئيس الفلسطيني محمود عباس تتناول الأوضاع في المنطقة.

## وفيات
- 4 ابريل - مقتل المخرج جوليانو مير خميس على أيدي مسلحين مقنعين في أمام مسرح الحرية الذي كان قد أسسه في مخيم جنين للاجئين.
- 15 ابريل - مقتل فيكتور أريغوني تم اغتياله على أيدي سلفيين في غزة وتلقت جريمة اغتياله إدانة واسعة على مستوى العالم، كما أدان هذه الجريمة عدد كبير من الفصائل الفلسطينية.
- 9 يوليو – اغتيال الفنان التشكيلي الفلسطيني رماح الحسيني.
- 18 اغسطس - اغتيال عماد حماد أحد قيادات لجان المقاومة الشعبية
- 8 سبتمبر: زيد أبو العلا، دبلوماسي فلسطيني كان سفيرًا لفلسطين لدى إثيوبيا.
- 2 أكتوبر - الشاعر طه محمد علي